# Anacithara punctostriata
Anacithara punctostriata is een slakkensoort uit de familie van de Horaiclavidae. De wetenschappelijke naam van de soort is voor het eerst geldig gepubliceerd in 2009 door Bozzetti.